# アイスポットシクリッド
アイスポットシクリッド（Eye-spot cichlid）は、スズキ目シクリッド科キクラ属 Cichla に分類される魚に、主として観賞魚としての観点から付けられた総称である。
英名はおもに釣魚としての観点に依拠する「ピーコックバス」が通用し、生息する現地では「ツクナレ」とも呼ばれる。

## 形態
本属は大型のシクリッド のグループである。種により、また個体によりばらつきがあるが、成魚の体長は最大で概ね80cmに達する。口は大きく、口角が眼の後端を越える。また、口吻と眼がやや離れて位置しているため、その分頭部と口がより大きい。
幼魚のうちはやや細長く直線的なくさび形の体型で、体側中央を1条の横帯が走る。成長すると体高が大きくなり、とりわけ後頭部〜背鰭直前付近で背面が山なりに隆起し、さらに成魚の雄はこの箇所に突出したこぶが形成される。背鰭は1つであるが、 中央が大きくえぐれており、スズキやブラックバス、ハゼ等の第1、第2に分割された背鰭にやや相似した外観となっている。
色彩上の共通する特徴として、尾鰭の付け根の部分に白く縁取られた黒い斑点が一つ存在する。この目玉模様（眼状紋）が名前の由来であり、ピーコックバス（Peacock bass）という呼び名もこの斑点をクジャクの尾羽根に見立てた物である。
他の色彩、模様は種により多様であるが、黄褐色や黄緑を帯びた体色と黒い縞模様を持つ物が多い。

## 生態
南アメリカのアマゾン川水系などに生息する。魚食魚であり、開けた空間の中〜上層を回遊し、または物陰にて待ち伏せし、餌となる魚を見つけると高速で追跡する。視覚が鋭く、一部の捕食性海水魚と同様、光る物（獲物の鱗の反射）に強い反応を示す。野生状態ではほぼ魚専食であり、他のスズキ目肉食魚のように無脊椎動物や死餌を食べることは稀だとされている。

## 人間との関係
食用
原産地では他の魚と同様、食用魚として漁獲される。
釣魚
いわゆる「バス」類の一種として、ゲームフィッシングの対象として利用されている。本来の生息地以外にもグアム・フロリダ半島・ハワイ・東南アジアなど温暖な地域に移植されている。
動かない物、動きの鈍い物にあまり反応しないため、疑似餌には専らハードルアーが用いられる。
観賞魚
アクアリウムにおいてもポピュラーなシクリッドの一つである。養殖されたものが5cm-10cmの若魚の状態で流通する。特にオセラリスは東南アジアで盛んに養殖されているため最も安価に出回っている。一方、ある程度成長し、色彩が美しく発現した野生の個体にも人気がある。闘争性の強さと遊泳性の高さから、水槽の広さや同居する相手には注意が必要である。
先述のように動いている魚以外に興味を示さないため、人工飼料その他の死餌に餌付けするのには時間を要する。成長期を過ぎて久しい場合、個体によっては一生餌付かない場合もある。

## 構成種
Cichla属は6種が知られていたが、未成魚および成魚時の色彩と鰭条数、鱗数の差異によって2006年に9種が新たに記載され細分化された。なお、同じ種であっても生息する地域によって色彩や模様の特徴は大きく異なる。
キクラ・オセラリス(Butterfly peacock bass)
学名：Cichla ocellaris (Bloch et Schneider, 1801)
体長 60 cm。ゲームフィッシング、アクアリウム双方でポピュラーなアイスポットシクリッドで、帯状の模様が明瞭。大型の個体は黄色みが増す。
キクラ・テメンシス(Speckled peacock bass)
学名：C. temensis (Humboldt in Humboldt et Valenciennes, 1821)  (speckled peacock bass)
体長 80 cm以上。キクラ・オセラリスに次いでよく見られるアイスポットシクリッド。白いスポットが規則的に体側に入るタイプに人気がある。なお、主にゲームフィッシングではスポットのあるものをパッカ、スポットのないものをアスーと呼ぶ。
キクラ・インターメディア(Royal peacock bass)
学名：C. intermedia (Machado-Allison, 1971)
体長 55cm。
キクラ・オリノセンシス (orino or orinocensis peacock bass)
学名：C. orinocensis (Humboldt in Humboldt et Valenciennes, 1821)
オセラリスに似るが、体側の黒い模様が帯状にならず白い縁取りのあるスポットになるのが特徴。
キクラ・モノクルス (monoculus peacock bass)
学名：C. monoculus (Spix et Agassiz, 1831)
キクラ・ニグロマキュラータ
学名：C. nigromaculata (Jardine et Schomburgk, 1843)
2006年の新規記載種
学名：C. jariina (Kullander et Ferreira, 2006)
学名：C. kelberi (Kullander et Ferreira, 2006)
学名：C. melaniae (Kullander et Ferreira, 2006)
学名：C. mirianae (Kullander et Ferreira, 2006)
学名：C. pinima (Kullander et Ferreira, 2006)
学名：C. piquiti (Kullander et Ferreira, 2006)
学名：C. pleiozona (Kullander et Ferreira, 2006)
学名：C. thyrorus (Kullander et Ferreira, 2006)
学名：C. vazzoleri (Kullander et Ferreira, 2006)